# Sidney Lumet
Sidney Arthur Lumet (ur. 25 czerwca 1924 w Filadelfii, zm. 9 kwietnia 2011 w Nowym Jorku) – amerykański reżyser, scenarzysta i producent filmowy.

## Życiorys
Syn żydowskiego aktora Barucha Lumeta (urodzonego i zamieszkałego w Warszawie do 1920) i tancerki Eugenii Wermus. Jego ojciec w okresie I wojny światowej występował na scenach żydowskich teatrów. Po ślubie, aby uniknąć wcielenia do polskiej armii, wyemigrowali do Filadelfii.
Po raz pierwszy wystąpił na scenie w wieku 4 lat w Yiddish Art Theatre, a na Broadwayu kilka lat później w sztuce Sidneya Kingsleya Dead End. W 1939 zagrał w filmie Dudleya Murphy’ego One Third of a Nation.
W latach 1942–1946 służył w wojsku jako technik-radiolokator w rejonie Indii i Birmy. Uczył sztuki aktorskiej w High School of Professional Arts. Od 1950 pracował w telewizji CBS (początkowo jako asystent reżysera, później samodzielny realizator), dla której zrealizował około 350 programów, w tym seriale, sztuki, między innymi: You Are There, Omnibus, Best of Broadway, Goodyear Playhouse, Alcoa Theater. W 1955 debiutował na Broadwayu reżyserując sztukę Bernarda Shawa The Doctor’s Dilemma.
Lumet wyreżyserował ponad 40 filmów. Pierwszą nominację do Oscara za reżyserię otrzymał za ekranizację sztuki Reginalda Rose'a Dwunastu gniewnych ludzi (1957) – swój kinowy debiut reżyserski (Złoty Niedźwiedź na 7. MFF w Berlinie). Kolejne nominacje otrzymał za reżyserię filmów: Pieskie popołudnie (1975), Sieci (1976) oraz Werdykt (1982), a także za scenariusz do filmu Książę wielkiego miasta (1981).
Zasiadał w jury konkursu głównego na 35. MFF w Cannes (1982).
27 lutego 2005 odebrał nagrodę honorowego Oscara za całokształt twórczości.
Był czterokrotnie żonaty; jego żonami były kolejno: Rita Gam (od 1949 do 1954), Gloria Vanderbilt (od 1956 do 1963), Gail Jones (od 1963 do 1978) i Mary Gimbel (od 1980 do śmierci w 2011). Ze związku z Jones miał dwie córki: Amy (ur. 1964) i Jenny (ur. 1967).
Zmarł w swoim domu na Manhattanie w Nowym Jorku. Cierpiał na chłoniaka.

## Filmografia
- Dwunastu gniewnych ludzi (1957)
- Zostać gwiazdą (1958)
- Jak ptaki bez gniazd (1960)
- Widok z mostu (1962)
- Zmierzch długiego dnia (1962)
- Czerwona linia (1964)
- Lombardzista (1964)
- Wzgórze (1965)
- Śmiertelna sprawa (1966)
- Żegnaj Braverman (1968)
- Mewa (1968)
- Spotkanie (1969)
- Przyrodni bracia (1970)
- Taśmy prawdy (1971)
- Agresja (1972)
- Serpico (1973)
- Zakochani w Molly (1974)
- Morderstwo w Orient Expressie (1974)
- Pieskie popołudnie (1975)
- Sieć (1976)
- Jeździec (1977)
- Czarnoksiężnik z krainy Oz (1978)
- Książę wielkiego miasta (1981)
- Śmiertelna pułapka (1982)
- Werdykt (1982)
- Żądza władzy (1986)
- Nazajutrz (1986)
- Stracone lata (1988)
- Rodzinny interes (1989)
- Pytania i odpowiedzi (1990)
- Obcy wśród nas (1992)
- Adwokat zbrodni (1993)
- Noc na Manhattanie (1997)
- Krytyczna terapia (1997)
- Gloria (1999)
- Rewizja osobista (2004)
- Uznajcie mnie za winnego (2006)
- Nim diabeł dowie się, że nie żyjesz (2007)

## Nagrody

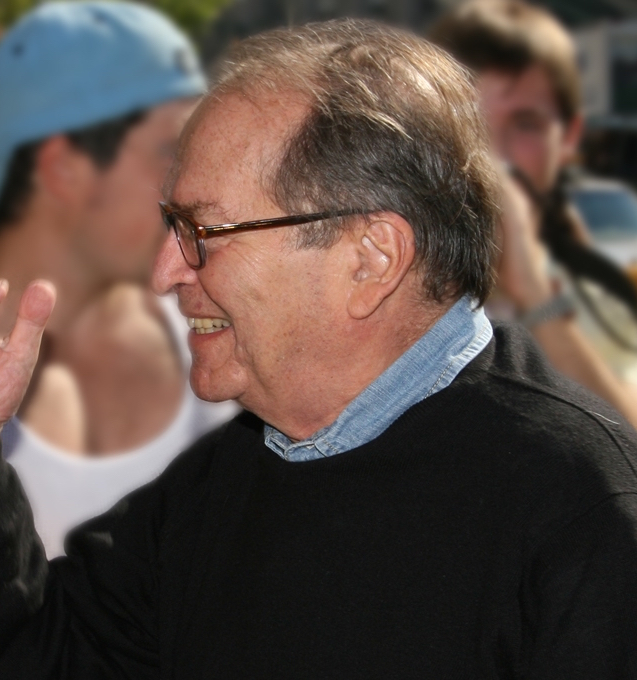
Sidney Lumet na Międzynarodowym Festiwalu Filmowym w Toronto (2007)

- Nagroda Akademii Filmowej Oscar Honorowy: 2005 za całokształt osiągnięć jako reżyser
- Złoty Glob Najlepsza reżyseria: 1977 Sieć
- Nagroda na MFF w Berlinie
  - Złoty Niedźwiedź oraz
  - Nagroda Katolickiego Biura Filmowego: 1957 Dwunastu gniewnych ludzi Nagroda FIPRESCI: 1964 Lombardzista
- Nagroda na MFF w Wenecji Nagroda im. Pasinettiego: 1981 Książę wielkiego miasta